# 韋恰列湖

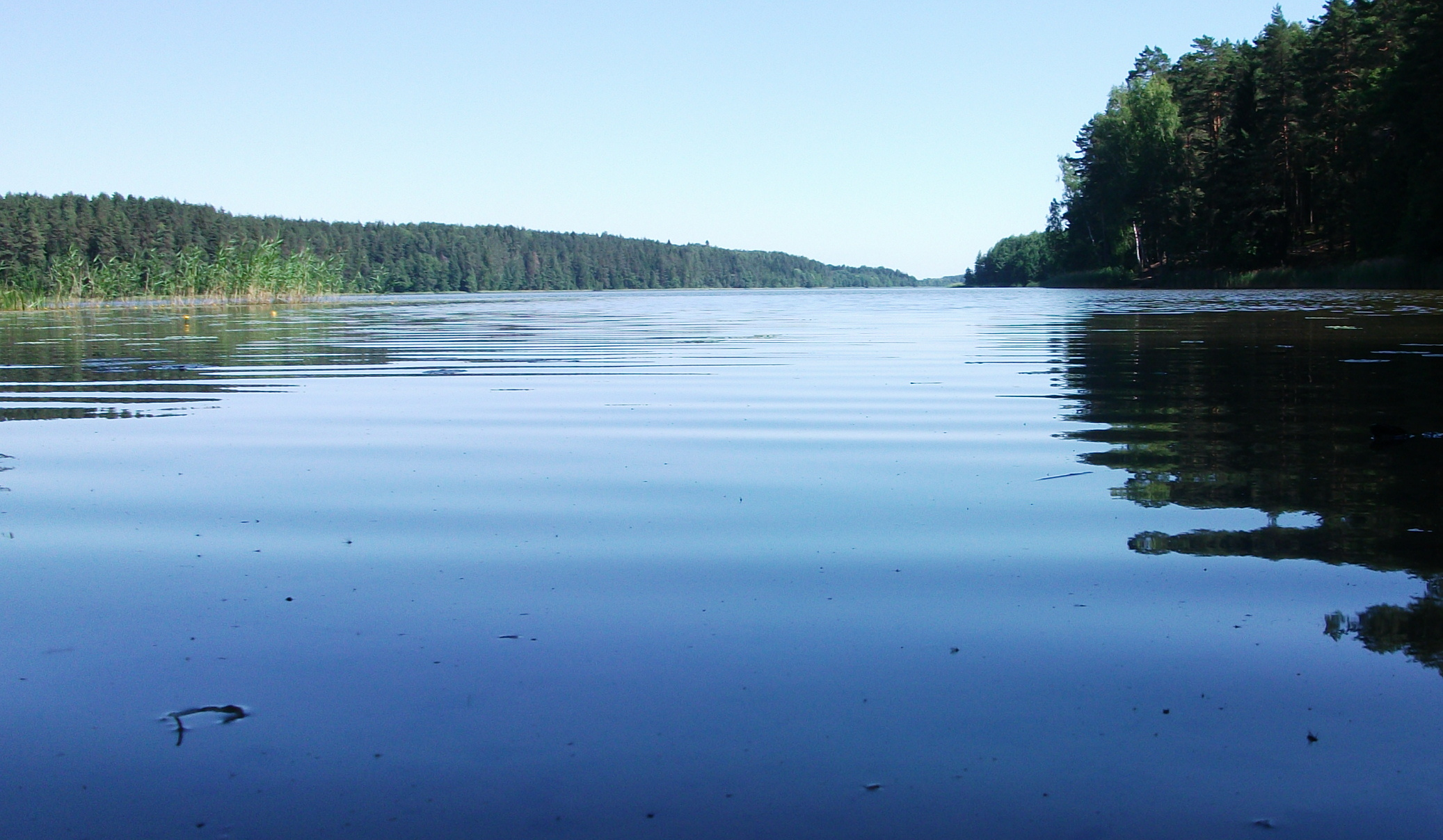
韋恰列湖

韋恰列湖（白俄羅斯語：Вечалле）是白俄羅斯的湖泊，位於烏沙奇東南1公里，由維捷布斯克州負責管轄，長3.68公里、寬0.48公里，面積1.36平方公里，集水區面積37.2平方公里，湖岸線長度8.2公里，最大水深35.9米。

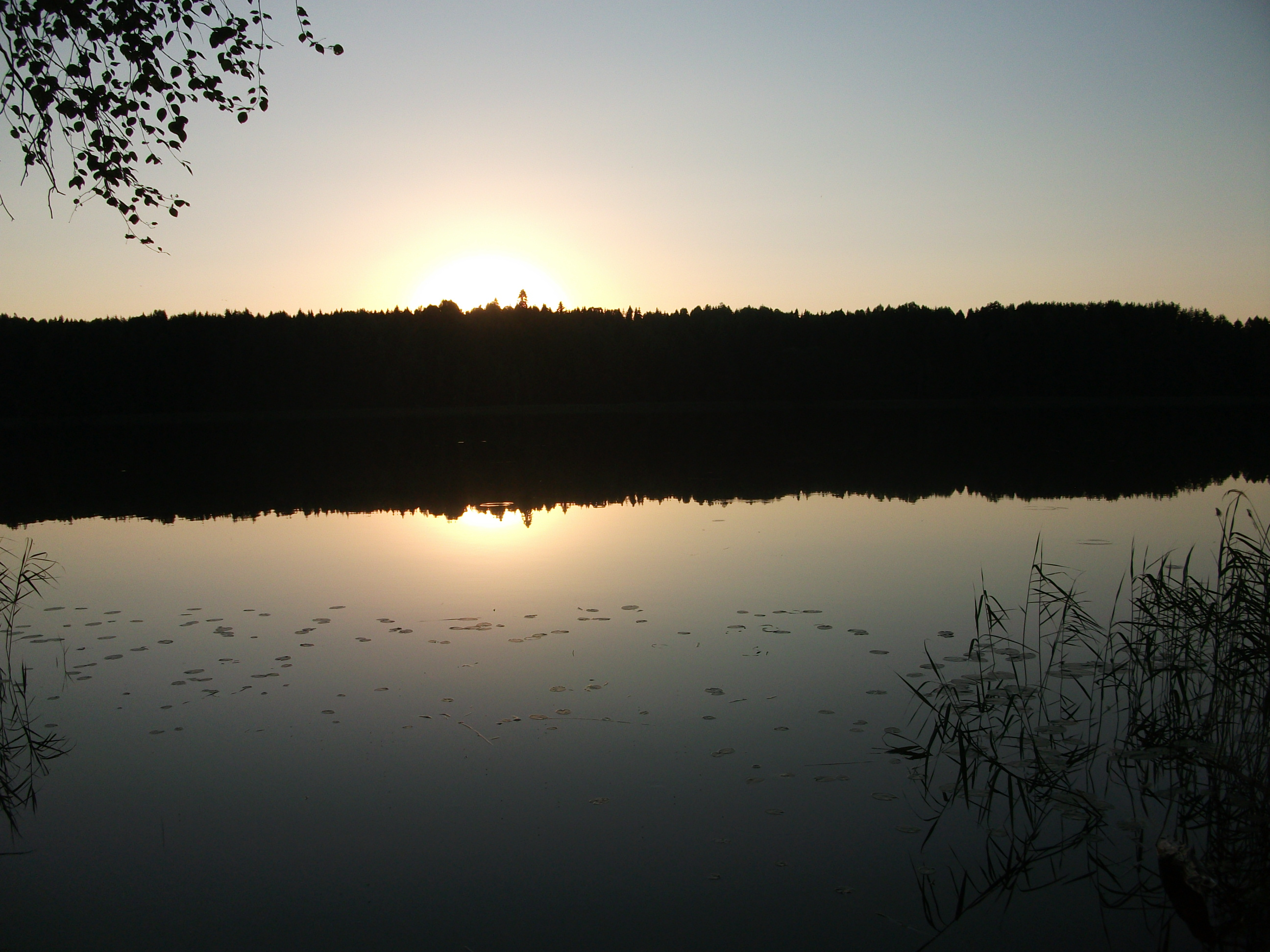
日落時